# Placówka Straży Granicznej w Legnicy
Placówka Straży Granicznej w Legnicy – graniczna jednostka organizacyjna Straży Granicznej realizująca zadania w ochronie granicy państwowej.

## Formowanie i zmiany organizacyjne
Placówka Straży Granicznej w Legnicy powstała 1 lutego 2012 w strukturach Sudeckiego Oddziału Straży Granicznej, po zniesieniu placówki SG w Lubaniu . Dotychczas w Legnicy od 10 grudnia 2009 funkcjonowała Grupa Zamiejscowa w Legnicy z tymczasową siedzibą w komisariacie przy ul. Staffa, podlegającą pod Placówkę SG w Jeleniej Górze, którą w 2010 podporządkowano Placówce SG w Lubaniu .
15 listopada 2013 Sudecki Oddział SG został zniesiony. Jego kompetencje oraz zasięg terytorialny przejął Nadodrzański Oddział Straży Granicznej w Krośnie Odrzańskim w którego podległość weszła Placówka SG w Legnicy.

## Terytorialny zasięg działania
Stan z 10 lutego 2017
W zakresie odprawy granicznej na lotniskach: województwo dolnośląskie – powiaty: głogowski, górowski polkowicki, wołowski, legnicki, lubiński, średzki, złotoryjski, jaworski, świdnicki, jeleniogórski, kamiennogórski, wałbrzyski, zgorzelecki, bolesławiecki, lubański, lwówecki.
Stan z 2 grudnia 2016
Obszar działania Placówki Straży Granicznej w Legnicy obejmował:
- Poza strefą nadgraniczną powiaty: średzki, głogowski, górowski, polkowicki, lubiński, wołowski, legnicki, Legnica.

Stan z 22 lutego 2012
Obszar działania Placówki Straży Granicznej w Legnicy obejmował:
- Od znaku granicznego nr IV/58 do znaku granicznego nr IV/89/5.
- Linia rozgraniczenia z:

1. Placówką Straży Granicznej w Jeleniej Górze: włączony znak graniczny nr IV/58, dalej granicą gmin Szklarska Poręba i Stara Kamienica oraz Mirsk.
2. Placówką Straży Granicznej w Zgorzelcu: wyłączony znak graniczny nr IV/89/5, dalej granicą gmin: Platerówka, Siekierczyn, Lubań i Gryfów Śląski oraz Sulików, Zgorzelec, Pieńsk i Nowogrodziec

- Poza strefą nadgraniczną powiaty: głogowski, górowski, polkowicki, lubiński, wołowski, legnicki, Legnica, z powiatu złotoryjskiego gminy: Pielgrzymka, Złotoryja, Zagrodno, z powiatu lwóweckiego gminy: Wleń, Lubomierz, Lwówek Śląski.

## Komendanci placówki
- ppłk SG Wojciech Czupajło (1.02.2012[2]–24.02.2013)
- ppłk SG Adam Pawlus (25.02.2013[5]–30.09.2020)
- ppłk SG Daniel Kliszewski (30.09.2020[6]–obecnie).